# Banagher
Banagher (irl. Beannchar) – miasteczko w Irlandii, w zachodniej części hrabstwa Offaly, nad rzeką Shannon.
Znajduje się w nim siedziba jednego z producentów prefabrykatów betonowych w Irlandii Banagher Concrete Ltd.